# Castelgaillard
 Castelgaillard  es una población y comuna francesa, en la región de Mediodía-Pirineos, departamento de Alto Garona, en el distrito de Saint-Gaudens y cantón de L'Isle-en-Dodon.

## Demografía
| 120 | 115 | 100 | 84 | 67 | 67 |
| Para los censos de 1962 a 1999 la población legal corresponde a la población sin duplicidades (Fuente: INSEE [Consultar]) |     |     |    |    |    |